# Work from Home
«Work from Home» es una canción grabada por el girl group estadounidense Fifth Harmony.Fue lanzada el 26 de febrero de 2016, como el primer sencillo de su segundo álbum de estudio, 7/27 (2016). «Work from Home» fue escrito por Joshua Coleman, Jude Demorest, Tyrone Griffin, Jr., Alexander Izquierdo y Brian Lee.
La canción debutó en el número 12 en la lista estadounidense Billboard Hot 100 con 88.000 descargas vendidas, y alcanzó el número 4 en su decimotercera semana, con lo que se convirtió en su sencillo más alto en las listas de Estados Unidos, sobrepasando su sencillo más reconocido «Worth It». A nivel internacional, «Work from Home» alcanzó su punto máximo en el top 20 en diecinueve países, convirtiéndose en su más alto trazar solo en la mayor parte de ellos, incluyendo Australia, Canadá, Nueva Zelanda y el Reino Unido. 
Desde su lanzamiento, la canción ha sido certificada con quíntuple platino en Australia, cuádruple platino en Estados Unidos, Canadá y Suecia, doble platino en Nueva Zelanda, Italia, Polonia y España, y platino en otros diferentes países. La canción aparece en la película Malas madres. «Work from Home» ganó el premio a mejor colaboración en 2016, en los MTV Video Music Awards.
«Work from Home» es la canción más vendida por un grupo de chicas en la historia, con ventas estimadas a los 20 millones alrededor del mundo, lo cual hizo que se posicionarán como uno de los grupos femeninos más importantes de la última década.

## Antecedentes y lanzamiento

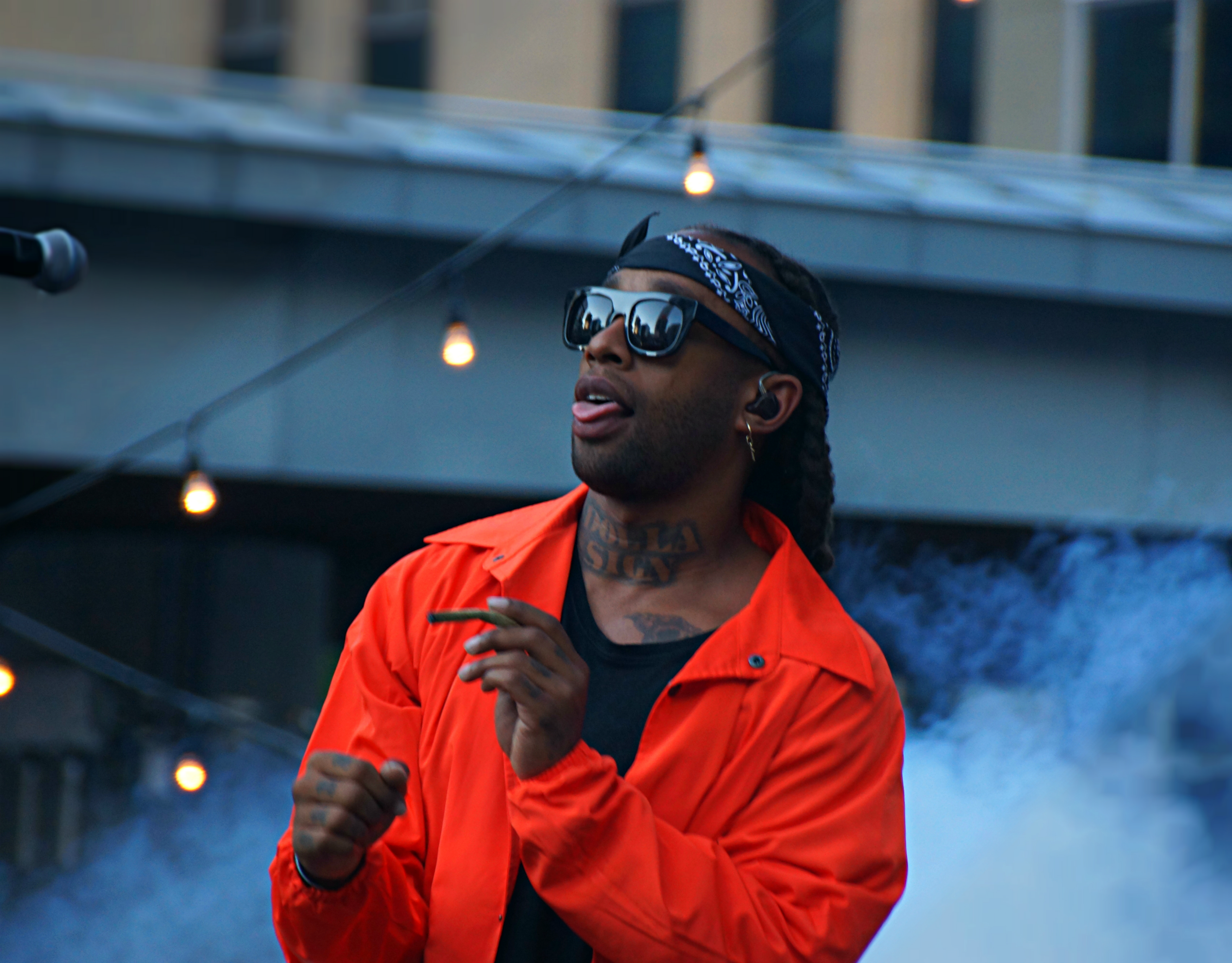
Ty Dolla Sign

Fifth Harmony anunció el título de la canción el 24 de febrero de 2016. La canción fue originalmente titulada como "Work", pero tuvo que ser retitulado como "Work from Home" para evitar confusiones con la canción del mismo nombre de Rihanna. La pista se estrenó el 26 de febrero de 2016 en Elvis Duran and the Morning Show. Fue lanzada como un hit de la radio contemporánea en los Estados Unidos el 1 de marzo de 2016. Al hablar sobre cómo se llevó a cabo la colaboración con Ty Dolla Sign , la miembro del grupo, Dinah Jane dijo:

Estoy tan feliz de que el haya aceptado colaborar con nosotras. El definitivamente es uno de mis artistas favoritos. Sobre todo después de su canción "Paranoid" yo estaba como, "Chicas, tenemos que conseguir que este tipo esté en nuestra canción," y era un ajuste perfecto para esta canción. La forma en que lo monta y aporta una sensación diferente a la canción. Se lo agradezco.

## Recepción de la crítica
Carolyn Menyes de Music Times dio una crítica positiva, teniendo en cuenta el "Ambiente relajado" y el "coro que suaviza el impulso de la canción que más bien lo impulsa hacia arriba". Nicolas-Tyrell Scott de Wizard Radio también dio una crítica positiva, al comentar la producción de la canción que es "Lo suficiente dulce para hacer quererla escuchar de nuevo ".
Victor Carfi de Busterz shared dio comentarios similares, señalando lo "Adictivo que es el coro" y "El ritmo urbano que nos deja deseando lo que está por llegar".
Sin embargo, otros críticos no fueron tan positivos. Christopher Bohlsen de Renowned for Sound dio una crítica negativa, diciendo que, si bien las melodías vocales en los versos eran "satisfactoria", el coro simplemente "no suena lo suficientemente interesante", llamándola una "canción pop completamente estándar".

## Rendimiento comercial
En la semana del 7 de marzo de 2016, «Work from Home» debutó en el número 12 en los Billboard Hot 100 de EE. UU. con 88 000 descargas vendidas y 10 millones de reproducción en Estados Unidos en su primera semana, marcando el debut más alto del grupo e igualando su mejor posición de " Worth It", que llegó al número 12 en agosto de 2015. La canción es también la segunda entrada superior del top 40 de Ty Dolla Sign's en el Hot 100 "Work from Home" se convirtió en la mejor semana de debut más vendido del grupo, superando a "Boss", que comenzó con más de 75.000 descargas de julio de 2014. En su semana 11th en el Chart, la canción alcanzó el puesto número 4, convirtiéndose en el primer top 10 hit y el primer sencillo de un grupo de chicas en Estados Unidos en debutar un top 5, ya que "When I Grow Up" por The Pussycat Dolls alcanzó un máximo del número 9 en 2008. El 4 de mayo de 2016 la canción fue certificada Platino por vender 1 millón de copias y el 21 de junio fue certificada doble platino por superar los 2 millones de copias vendidas. En los gráficos del 21 de mayo de 2016, "Work From Home" encabezó la lista Rhythmic Songs, convirtiéndose en el primer grupo de chicas en lograrlo después de 15 años, desde Destiny's Child coronando la lista en 2001 con "Survivor". En los gráficos del 4 de junio de 2016, "Work From Home" encabezó el Billboard Mainstream Top 40, convirtiéndose en el primer Pop Songs Nº 1 por un grupo de chicas en casi 10 años desde que The Pussycat Dolls lo lideró durante dos semanas en septiembre de 2006 con "Buttons" con Snoop Dogg.
En Canadá, «Work from Home» debutó en el número 18 en el Canadian Hot 100 después de su primera semana de lanzamiento. Alcanzó el número 5 en la séptima semana, convirtiéndose en su primer top 10 en ese país. también fue el punto máximo alcanzado por el grupo en Canadá, superando el puesto de su predecesor "Worth It", que alcanzó el número 12 en agosto de 2015.
En el Reino Unido, «Work from Home» debutó en el número veintitrés en el UK Singles Chart después de su primera semana de lanzamiento. Alcanzó el número dos en la tabla durante su quinta semana, convirtiéndose en el segundo top ten hit y pico más alto en Gran Bretaña, superando a su predecesor, "Worh It", que alcanzó el número tres en julio de 2015.
En Australia, debutó en el número 39 en ARIA Charts después de su primera semana de lanzamiento. Subió al número 3 en la cuarta semana, convirtiéndose en su segundo top 10 y su primer Top 5 en el paísEn Nueva Zelanda  debutó en el número 21 en el Official New Zealand Music Chart después de su primera semana de lanzamiento. Subió al número 2 en la quinta semana, convirtiéndose en el primer top 5 del grupo en ese país . "Work from Home" también alcanzó su punto máximo del grupo en Nueva Zelanda, superando a "Miss Movin 'On", que alcanzó el número 27 en julio de 2013. el 15 de abril de 2016, se convirtió en su primer sencillo número uno.
En los Países Bajos debutó en el número 29 en el Dutch Top 40 después de su primera semana de lanzamiento. Subió al número 4 en la cuarta semana, convirtiéndose en su primer sencillo en obtener un top 10 en ese país. También fue la posición más alta alcanzada por el grupo en los Países Bajos, superando el puesto de su predecesor "Worth It", que alcanzó el número 25 en agosto de 2015. "Work from Home" alcanzó el número 1 en el Single Top 100 y en el Dutch Top 40, convirtiéndose en la primera canción del grupo en encabezar ambas carteleras en ese país.
Hasta la fecha el sencillo ha vendido más de 10 millones de copias en todo el mundo, basado únicamente en ventas certificadas. Gracias al streaming es el sencillo más vendido por una Girl band con más de 20 millones en todo el mundo, superando a su otro hit «Worth It».

## Video musical
El vídeo musical, dirigido por el Director X, fue lanzado el 26 de febrero de 2016. El video muestra el grupo en un sitio de construcción, rodeada de hombres sin camisa y trajes que llevan inspirados en equipos de construcción. Las chicas se ven participando en rutinas de baile coreografiados durante los coros y diferentes actividades de construcción durante sus solos individuales.

### Sinopsis
El vídeo comienza con un hombre musculoso llevando un paquete a medio llenar de cemento con el título de la canción y nombre del director en la etiqueta. A medida que el hombre camina, Camila canta mientras descansa su brazo en una pala. A continuación, utiliza una hormigonera para colocar el cemento en el área de la construcción. se muestran varios trabajadores, trabajando alrededor de la zona. A medida que Camila hace su camino hacia un tractor, el verso cambia a Normani, que está de pie en un cargador del tractor pala. Normani baila cerca del tractor, acercándose a un trabajador atractivo que está cerca del asiento del conductor del vehículo. El trabajador presta a Normani su mano para llegar a los escalones de la puerta, con Normani realizando una rutina de baile.
Todas las chicas están ahora frente a la casa de la construcción, Todas desempeñando una danza en sincronía. Los hombres se distraen momentáneamente del trabajo, debido a la belleza de las chicas. Ally es vista dentro de la casa con un martillo, cantar seductoramente a la cámara. A continuación, se acerca a un trabajador de la construcción, agarrando suavemente su camisa y coquetear con él. A medida que se aleja Ally de él, el hombre la mira fijamente, sonriendo. Ella lleva a cabo una coreografía, cuando la cámara se desplaza a Dinah, que está de pie junto a una pared. Ella hace su camino hacia otro trabajador , Abriendo un mapa de color azul-impresión, y abriendo una cinta de medida sobre el mapa, mirando al trabajador que coquetamente la mira.
La escena se desplaza a Lauren, que está manejando un soplete. Todas las chicas se ven a continuación, realizan rutinas de baile dentro de la sala de la casa, con Lauren en el centro y dos chicas en cada lado de la escalera. Lauren entonces rechaza a un trabajador que se le acerca, lo que implica que puede manejar el trabajo ella misma. Diferentes tomas de las chicas en las escenas anteriores se muestran, así como Lauren y el trabajador a quien no le presta mucha atención ella coqueta para sí misma.
El verso cambia Ty Dolla Sign, que es visto por primera vez en el vídeo. Él entra al cantar con un martillo sobre los hombros. Ty Dolla Sign es visto por primera vez junto a las chicas, apoyado contra una pared, mientras que las chicas bailan. Las chicas están ahora fuera de la casa, donde la noche se ha acercado, cada una de las chicas realizan un baile sincronizado, con los trabajadores atractivos que se dejan ver detrás de ellas realizando su trabajo. El vídeo termina con cada chica haciendo una pose, frente a la cámara, un final diferente para vídeos anteriores de las chicas.

### Recepción
El vídeo recibió críticas positivas de los críticos, y algunos indicaron el crecimiento y la madurez del grupo. En un artículo publicado por Idolator, Robbie Daw alabó el vídeo por invertir el papel protector que los hombres tienen y señala la dirección inspirada en vídeos de Madonna, diciendo que el grupo "parece ser que ahora tienen control total de su sexualidad colectiva y la manejan como decidan, en vez de depender en únicamente vender discos." 
Carl Whilliott alabó el grupo por establecer el vídeo como "propio", al comentar sobre cómo este estilo de vídeo se adapta típica mente a Ty Dolla Sign. Él, sin embargo, critica la canción por no recibir tantas críticas como la canción del mismo nombre de Rihanna. Writing de AXS, Lucas Villa declarado que el vídeo tenía un enfoque más maduro del grupo que su sencillo pasado , "Worth It". También destaca la combinación de "trabajo y placer" en el vídeo.
El vídeo musical alcanzó los mil millones de vistas en Youtube convirtiéndose en el primer vídeo musical del 2016 en llegar rápidamente.

## Créditos y personal
- Joshua Coleman – Escritor, producción
- Jude Demorest – Escritor
- Alexander Izquierdo – Escritor
- Brian Lee – Escritor
- Tyrone Griffin, Jr. – Escritor, voz
- Dallas Koehlke – producción
- Ally Brooke Hernández – voz
- Normani Kordei Hamilton – voz
- Lauren Jauregui – voz
- Camila Cabello – voz
- Dinah Jane Hansen – voz

## Presentaciones en vivo
El grupo interpretó la canción por primera vez en televisión el 29 de febrero de 2016, en un especial post-Oscar en Live! with Kelly and Michael. Recreando el conjunto del video musical, Ellas interpretaron la canción en Jimmy Kimmel Live! el 24 de marzo de 2016. También se presentaron en Alan Carr: Chatty Man, el 7 de abril de 2016. El grupo interpretó la canción en The Ellen DeGeneres Show el 10 de mayo y el 22 de mayo en los Billboard Music Awards 2016 junto a Ty Dolla Sign. Fifth Harmony se prestó en los CMT Music Awards con la cantante de country Cam, con un mashup del sencillo de la misma, Mayday y "Work from Home"  y el 19 de junio se presentaron en los Much Music Video Awards 2016.

## Posicionamiento en listas
| Lista (2016)                           | Mejor posición |
| -------------------------------------- | -------------- |
| Australia (ARIA)                       | 3              |
| Austria (Ö3 Austria Top 40)            | 9              |
| Bélgica (Flandes) (Ultratop 50)        | 4              |
| Bélgica (Valonia) (Ultratop 50)        | 6              |
| Canadá (Canadian Hot 100)              | 4              |
| Denmark (Tracklisten)                  | 9              |
| Europe (Euro Digital Songs)            | 4              |
| Finlandia (OFC)                        | 11             |
| Francia (SNEP)                         | 17             |
| Alemania (Media Control AG)            | 7              |
| Hungría (Single Top 40)                | 31             |
| Irlanda (IRMA)                         | 3              |
| Italy (FIMI)                           | 18             |
| Lebanon (Lebanese Top 20)              | 5              |
| Países Bajos (Dutch Top 40)            | 1              |
| Países Bajos (Mega Single Top 100)     | 1              |
| New Zealand (Recorded Music NZ)        | 1              |
| Norway (VG-lista)                      | 6              |
| Portugal Digital Songs (Billboard)     | 4              |
| Escocia (Scottish Singles Sales Chart) | 3              |
| Eslovaquia (Rádio Top 100)             | 47             |
| España (Top 100 Canciones)             | 5              |
| Suecia (Sverigetopplistan)             | 8              |
| Suiza (Schweizer Hitparade)            | 7              |
| Reino Unido (UK R&B Chart)             | 1              |
| Reino Unido (UK Singles Chart)         | 2              |
| Estados Unidos (Billboard Hot 100)     | 4              |
| Estados Unidos (Adult Top 40)          | 18             |
| Estados Unidos (Mainstream Top 40)     | 1              |

## Certificaciones
| Territorio      | Organismo certificador | Certificación | Ventas certificadas | Simbolización | Ref.   |
| --------------- | ---------------------- | ------------- | ------------------- | ------------- | ------ |
| Estados Unidos  | RIAA                   | Diamante      | 10 000 000          | 4▲            | [ 62 ] |
| Reino Unido     | BPI                    | 3x Platino    | 1 800 000           | ▲             | [ 63 ] |
| Alemania        | BVMI                   | 3x Oro        | 600 000             | ▲             | [ 64 ] |
| Australia       | ARIA                   | 6x Platino    | 420 000             | 5▲            | [ 65 ] |
| Canadá          | Music Canada           | 5x Platino    | 400 000             | 5▲            | [ 66 ] |
| Italia          | FIMI                   | 3x Platino    | 300 000             | 3▲            | [ 67 ] |
| Francia         | SNEP                   | Diamante      | 250 000             | ▲             | [ 68 ] |
| México          | AMPROFON               | Platino & Oro | 180 000             | –             | [ 69 ] |
| Suecia          | GLF                    | 4× Platino    | 160 000             | 4▲            | [ 70 ] |
| 🇧🇷 Brasil       | Pro-Música Brasil      | Diamante      | 160 000             |               |        |
| España          | PROMUSICAE             | 2× Platino    | 120 000             | 2▲            | [ 71 ] |
| Polonia         | ZPAV                   | 2× Platino    | 100 000             | 2▲            | [ 72 ] |
| Dinamarca       | IFPI Denmark           | Platino       | 90 000              | 2▲            | [ 73 ] |
| 🇫🇮 Finlandia    | IFPI Finland           | 4x Platino    | 40 000              |               |        |
| Bélgica         | BEA                    | Platino       | 30 000              | ▲             | [ 74 ] |
| Nueva Zelanda   | RMNZ                   | 2× Platino    | 30 000              | 2▲            | [ 75 ] |
| 🇳🇱 Países Bajos | NVPI                   | Platino       | 30 000              |               |        |
| Austria         | IFPI                   | Oro           | 15 000              | ●             | [ 76 ] |
| 🇵🇹 Portugal     | AFP                    | Platino       | 10 000              |               |        |
| 🇯🇵 Japón        | RIAJ                   | Oro           | 50 000 000 streams  |               |        |

## Fecha de lanzamiento
| Región         | Fecha                 | Formato                              | Discográfica   |
| -------------- | --------------------- | ------------------------------------ | -------------- |
| Estados Unidos | 26 de febrero de 2016 | Descarga digital                     | Epic Syco Sony |
| Reino Unido    | 26 de febrero de 2016 | Descarga digital                     | Epic Syco Sony |
| Todo el Mundo  | 26 de febrero de 2016 | Descarga digital                     | Epic Syco Sony |
| Estados Unidos | 01 de marzo de 2016   | Hit Contemporáneo de la Radio [ 78 ] | Epic           |